# الکساندر شلاپاک
الکساندر شلاپاک (اوکراینی: Олександр Віталійович Шлапак؛ زادهٔ ۱ ژانویهٔ ۱۹۶۰) سیاست‌مدار متولد اتحاد جماهیر شوروی سوسیالیستی سیاستمدار، بوروکرات اوکراینی و وزیر سابق دارایی اوکراین است.

## زندگینامه
او در خانواده ویتالی فدوروویچ (۱۹۳۵-۱۹۹۵) و کاترینا گریگوریونا (متولد ۱۹۳۵) متولد شد که اکنون در ایرکوتسک بازنشسته شده است. پس از اتمام تحصیلات عالی، در سال ۱۹۷۷ در رشته مهندسی در موسسه پلی تکنیک لویو ثبت نام کرد و در سال ۱۹۸۲ به عنوان مهندس  "سیستم های کنترل خودکار" فارغ التحصیل شد. از ۱۹۸۲ تا ۱۹۸۴ او به عنوان مهندس نرم افزار در موسسه پلی تکنیک لویو کار کرد. در سال ۲۰۰۹ از دانشگاه دولتی مالی و تجارت بین‌الملل اوکراین با مدرک کارشناسی ارشد در "اقتصاد بین‌الملل"  فارغ التحصیل شد.
از سال ۱۹۸۴ تا ۱۹۹۰ او دبیر کمیته ای موسسه پلی تکنیک لویو ، رئیس بخش کمیته منطقه ای لویو بود. از سال ۱۹۹۰ تا ۱۹۹۳ او رئیس شورای منطقه ای اتحادیه جوانان دموکراتیک لویو بود.
در سال های ۱۹۹۳-۱۹۹۸ او  به عنوان مدیر شعبه شرکتی در لویو، سپسبه عنوان معاون رئیس هیئت مدیره کار کرد. از سال ۱۹۹۸ تا ۲۰۰۰ او مشاور اقتصادی معاون نخست وزیر اوکراین بود. از فوریه ۲۰۰۰ تا ژوئیه ۲۰۰۱ او معاون وزیر و به مدت ۵۰ روز از ۱۰ ژوئن تا ۳۰ اوت ۲۰۰۱ وزیر اقتصاد اوکراین بود. علاوه بر این، او در آن زمان تا ۳۰ نوامبر ۲۰۰۲وزیر اقتصاد و یکپارچگی اروپایی اوکراین شد و تا دسامبر ۲۰۰۲ عضو شورای امنیت ملی و دفاع اوکراین شد.
در ژانویه ۲۰۰۳، او قبل از اینکه در ۱۲ اکتبر ۲۰۰۵ رئیس خزانه داری دولتی اوکراین شود، معاون بانک ملی شد. او کمتر از یک سال تا ۱۰ اوت ۲۰۰۶ در آنجا بود. در نوامبر ۲۰۰۶، رئیس بخش خدمات اجتماعی و اقتصادی شد. در ۳ سال بعد او معاون اول دبیرخانه ریاست جمهوری اوکراین و معاون رئیس جمهور   تا فوریه۲۰۱۰ بود. در سال ۲۰۱۰ یک سمت در بخش خصوصی را پذیرفت.  
شلاپاک از ۱۸ دسامبر ۲۰۱۶ تا ۲۱ ژوئیه ۲۰۱۷ رئیس پریویت بانک بود.

## فعالیت های داوطلبانه
او از سال ۲۰۰۵ ریاست سازمان غیردولتی "انجمن "اوکراین - ویتنام" را بر عهده داشت.او همچنان به عنوان رئیس مشترک اتاق بازرگانی لهستان و اوکراین و معاون رئیس انجمن مالیات دهندگان مشغول به خدمت بود

## زندگی شخصی
او با اوکسانا مارکونا (متولد ۱۹۶۰) ازدواج کرده و دارای ۲ دختر به نام‌های گالینا (متولد ۱۹۸۰) و کاترینا (متولد ۱۹۸۳) است.